# Still Alive – Drama am Mt. Kenya
Still Alive – Drama am Mt. Kenya ist ein Dokumentarfilm über die Rettung von Gert Judmaier am Mount Kenya im Jahre 1970, es ist Reinhold Messners Regiedebüt.

## Handlung
Zwei Bergsteiger besteigen den Mount Kenya und beim Abstieg kommt es zu einem Zwischenfall. Die Rettung des Verunglückten wird teilweise durch gespielte Szenen dargestellt, die damals handelnden Personen kommentieren das Erlebte. Eine Rettungsaktion wird eingeleitet und es findet die bisher einzige interkontinentale Bergrettungsaktion statt.

## Kritiken
- NZZ über „Still Alive“
- Alpin über Still Alive